# TWO of US (歌手グループ)
TWO of US（トゥー・オブ・アス）は、日本のバンド。

## 概要
1993年、SMEJ主催オーディション「Voice2」に応募した学生時代のバンドでグランプリを獲得したことをきっかけに長井勝と川久保秀一が男声二人組音楽ユニット・「TWO of US」を結成し、1995年にデビュー。多くのテレビドラマ・番組の主題歌、CMソングに使われた。代表曲に「胸いっぱいの夏」「サヨナラ in the Rain」「Wish」がある。2001年に川久保が脱退後、2017年からは男女6人のバンドとして活動している。

## 来歴
1993年
長井勝と川久保秀一が横浜国立大学に在学中の結成したバンドで、SMEJ主催のボーカルオーディション「Voice2」に応募し、グランプリを受賞する。 
1994年
2月、長井と川久保がTWO of USを結成し、音楽事務所のソニー・ミュージックスターズと専属アーティスト契約を締結する。グループ名は「俺たち二人」の意。
1995年
8月、シングル「胸いっぱいの夏」でSony Recordsからメジャー・デビュー。TBS系ドラマ『花王 愛の劇場・ママに宿題』主題歌となった。以降5年間、多くのCMソングやテレビ番組主題歌に使用されたが、リリースした楽曲は、チャートインを果たせずにいる。
1997年
演劇集団キャラメルボックスの公演『あなたが地球にいた頃』に「Wish」が正式採用され、以降キャラメルボックスへの楽曲提供などが行われるようになる。
1999年
3月、ソニー・ミュージックスターズおよびSony Recordsとの契約を終了する。一時、活動休止。
2000年
3月、ライブを中心に活動再開。
2001年
1月、活動に限界を感じた川久保が脱退してソロへ転向する。男声デュオとしては解散し、長井が活動を継続する。
2010年
長井が演劇集団キャラメルボックスに楽曲提供する活動の傍ら、ソロによる「TWO of US One-man Live」として往時のリリース曲を歌うライブ活動を開催する。
2017年
加藤洋一、中村雅雄、岡本俊文、小西真理、長井祐子の5人の新メンバーが加入し、男女6人のバンドとして再スタートする。8月、18年ぶりのアルバム『今は未来』をリリース。神奈川・川崎・元住吉POWERS2にて、『TWO of US CD発売記念ライブ』を開催した。

## グループ参加メンバー
- 長井勝（ながい　まさる） - 作曲、ボーカル担当。
- 加藤洋一（かとう　よういち） - ギター担当。
- 中村雅雄（なかむら　まさお） - ベース担当。
- 岡本俊文（おかもと　としふみ） - ドラム担当。
- 小西真理（こにし　まり） - キーボード担当。
- 長井祐子（ながい　ゆうこ） - ピアノ・コーラス担当。

### 過去のメンバー
- 川久保秀一（かわくぼ　ひでかず） - 作詞、作曲、ボーカル担当。

## ディスコグラフィー
通算してシングル9枚、アルバム3枚を発表。特記以外、発売はSony Records。